# Попов, Стефан Александрович
Стефа́н Алекса́ндрович Попо́в (29 июля 1864, Ошлань, Вятская губерния — не ранее 1918) — настоятель Вознесенского собора в городе Слободском, член IV Государственной думы от Вятской губернии.

## Биография

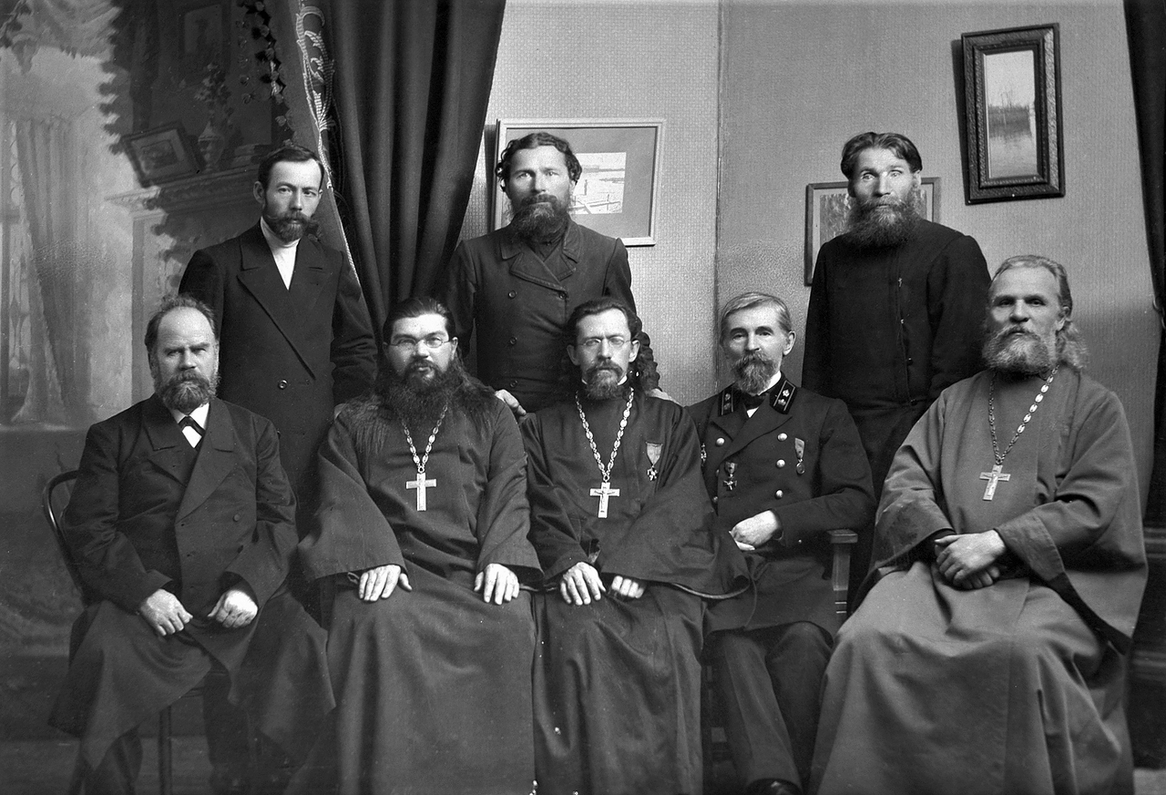
Депутаты IV Государственной Думы от Вятской губернии. Верхний ряд: С. А. Калинин, К. А. Тарасов, К. Е. Городилов; Нижний ряд: Н. П. Стародумов, И. М. Короваев, С. А. Попов, Н. В. Жилин, С. В. Сырнев

Родился 29 июля 1864 года в селе Ошлань (ныне — в Богородском районе Кировской области). Сын сельского священника Вятской епархии, младший брат Александр — также священник, вятский депутат в III Государственной думе.
По окончании Вятской духовной семинарии (1884) состоял священником в Успенской церкви села Святицы Глазовского уезда. В 1894 году был переведён в город Уржум. Избирался депутатом на епархиальные съезды духовенства в 1889 и 1895 годах. Кроме того, состоял уездным наблюдателем церковных школ Уржумского уезда, благочинным 1-го округа Слободского уезда и членом Слободского уездного комитета попечительства о народной трезвости.
В 1907 году был назначен настоятелем слободского Вознесенского собора с возведением в сан протоиерея. Будучи известным оратором и проповедником, получил прозвище «слободской златоуст». Из наград имел орден св. Анны 3-й степени. Был членом Русского собрания.
В 1912 году был избран в члены Государственной думы от Вятской губернии съездом землевладельцев. Входил во фракцию правых, после её раскола в ноябре 1916 года был секретарем группы независимых правых. Состоял членом комиссий: по народному образованию, финансовой, по вероисповедным вопросам, по рабочему вопросу, бюджетной, по городским делам и по местному самоуправлению. Во время Февральской революции благословлял революционные войска.
Судьба после 1917 года неизвестна. Был вдовцом.